# Aldís Amah Hamilton
Aldís Amah Hamilton (* 6. April 1991 in Deutschland) ist eine isländische Schauspielerin.

## Leben und Karriere
Hamilton wurde am 6. April 1991 in Deutschland geboren. Sie ist die Tochter einer isländischen Mutter und eines amerikanischen Vaters. Sie zog im Alter von drei Jahren mit ihrer Mutter nach Island und wuchs in Vesturbær auf. Sie studierte an der Kunstakademie Islands. Ihr Debüt gab sie 2017 in der Fernsehserie Fangar. 2020 war sie in der Serie The Valhalla Murders zu sehen. Im selben Jahr bekam sie eine Rolle in Katla. Außerdem spielte sie 2021 in der isländischen TV-Mini-Krimi-Serie Black Sands die Hauptrolle.

## Filmografie (Auswahl)
Serien
- 2017: Fangar
- 2020: The Valhalla Murders (Brot)
- 2020: Eurogarðurinn
- 2021: Vegferð
- 2021: Katla
- 2021: Black Sands

Filme
- 2018: Die Frau im Eis (Vargur)